# 달렘도르프역
달렘도르프역(U-Bahnhof Dahlem-Dorf)은 베를린 슈테글리츠첼렌도르프구 달렘에 있는 U3의 역이다. 1913년 10월 12일에 개통했다. 역은 쾨니긴루이제슈트라세(Königin-Luise-Straße) 상에 있으며, 근처에는 야외 박물관 도메네 달렘(Domäne Dahlem), 베를린 자유대학교 일부 건물, 베를린 달렘 박물관 단지가 있다.

## 역사
빌머스도르프-달렘 도시철도(Wilmersdorf-Dahlemer-Untergrundbahn)의 비텐베르크플라츠-틸플라츠 구간 개통 당시 영업을 시작했다. 역 건설 당시 이 일대는 순수한 농업 용지로 사용되고 있었다. 역사는 프리드리히 헤닝스(Friedrich Hennings)와 빌헬름 헤닝스(Wilhelm Hennings)가 설계했다. 원래는 작은 집 형태의 역 건물을 건설하려고 했으나, 빌헬름 2세의 요구로 도메네 달렘 일대의 교외 분위기를 살리고 북부 독일의 농가와 비슷한 초가 지붕을 설치한 역 건물로 변경되었고, 역 광장에는 화단이 조성되었다.
역 건물 파사드는 어두운 목제 골조에 흰색 외벽으로 구성되었다. 역사 내부 벽은 파란색 타일로 마감되었고, 바닥은 모자이크로 마감되었다. 출입구 맞은편에는 승강장으로 향하는 계단이 있으며, 계단 위쪽은 블랙탑으로 처리된 목재 천장으로 마감되었다. 목제 벤치 2개는 볼프 판 로이(Wolf van Roy)가 제작했으며, 1984년에 설립된 근처의 생활사 박물관을 주제로 하고 있다.
1980년 12월 27일 발생한 화재 사건으로 인하여 역사적인 형태로 역이 복원되었다. 건설 당시에 승강장에 있었던 파란색 모자이크로 마감된 기계실은 유지되었다. 역 승강장 남서쪽에는 엘리베이터가 설치되었다.
2012년 4월 28일 밤 2시경에 역 출입구 건물의 초가 지붕에서 화재가 발생하여 지붕 80 m²가 전소되었다. 화재 진압 및 정리를 위해서 열차 운행이 며칠간 중단되었다. 2013년 6월에 지붕이 복원되었으며, 안전상의 이유로 플라스틱제 인조잔디로 만든 초가지붕으로 대체되었다.

## 인접 철도역
베를린 버스 M11, X83번과 환승할 수 있다.
| 베를린 지하철 3호선         | 베를린 지하철 3호선 | 베를린 지하철 3호선                       |
| --------------------------- | ------------------- | ----------------------------------------- |
| 자유대학교 크루메 랑케 방면 | U3                  | 포드비엘스키알레 바르샤우어 슈트라세 방면 |

## 참고 문헌
- Sabine Bohle-Heintzenberg: Architektur der Berliner Hoch- und Untergrundbahn, Verlag Willmuth Arenhövel, Berlin 1980, ISBN 3-922912-00-1, S. 133/134.
- Biagia Bongiorno: Verkehrsdenkmale in Berlin – Die Bahnhöfe der Berliner Hoch- und Untergrundbahn, Michael Imhof Verlag, Berlin 2007, ISBN 978-3-86568-292-5; S. 119.